# William C. deMille
William Churchill deMille (Washington, 25 de juliol de 1878 - Los Angeles, 5 de març de 1955), també escrit de Mille o De Mille, va ser un guionista i director de cinema estatunidenc des de l'era del cinema mut fins a principis dels anys trenta. També va ser un destacat dramaturg abans de passar al cinema. Un cop establert en el cinema, es va especialitzar en l'adaptació de les obres de Broadway al cinema mut.

## Biografia
De Mille va néixer a Washington, Carolina del Nord, fill de Henry Churchill de Mille, un actor i dramaturg, i de Matilda Beatrice Samuel, que també va ser actriu i guionista. El seu pare era cristià, mentre que la seva mare va néixer en una família jueva alemanya de Liverpool.
William era el germà gran de Cecil B. DeMille, que va alterar la majúscula del seu cognom quan va anar a Hollywood, afirmant que encaixava millor a les marquesines. (William va continuar sent conegut com "de Mille", i la seva filla Agnès també va triar "de Mille". ) William va rebre una llicenciatura a la Universitat de Colúmbia, seguit d'estudis de postgrau a l'Acadèmia d'Arts Dramàtiques, a escoles d'Alemanya, i un segon període a Columbia estudiant amb Brander Matthews .

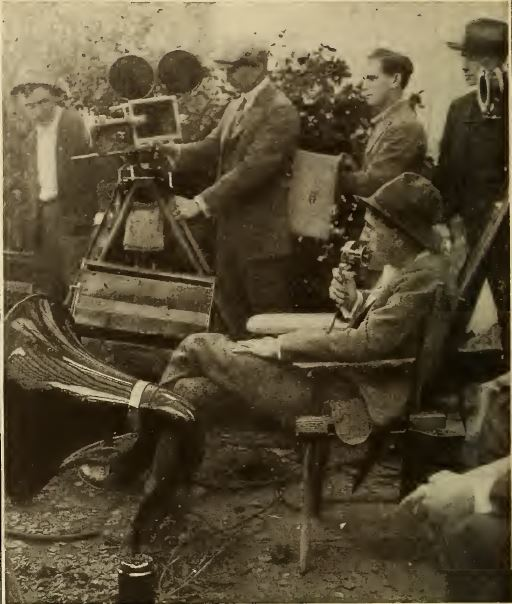
De Mille dirigint una escena amb un dispositiu d'amplificació de veu "Magna Vox".

El 1903, es va casar amb Anna Angela George, filla del notable economista Henry George. Anna i William van tenir dos fills, Agnes de Mille, que porta el nom d'una germana petita que va morir a la infància, que es va convertir en una coreògrafa destacada i Peggy George, que es va convertir en actriu.
Professionalment, la seva vida era estable. El 1905, es va convertir en un dramaturg d'èxit de Broadway, després del seu desenvolupament el 1904.
William va tenir nou obres de teatre que va escriure o coescriure, una d'elles amb Cecil, produïdes a Broadway entre 1905 i 1913, i altres dues produccions muntades el 1929 i el 1936, la darrera de les quals també va produir i dirigir.
La seva primera obra, Strongheart, finalment va ser estrenada com a pel·lícula pel seu germà com Braveheart (1925). Dues de les obres de William, The Warrens of Virginia (1907) i The Woman (1911) van ser produïdes per l'extravagant empresari David Belasco. El primer va comptar amb la futura estrella de cinema Mary Pickford i Cecil, ambdós actors amb dificultats que interpretaven papers menors.
Va escriure diversos esbossos de vodevil com In 1999, Food, Poor Old Jim, The Squealer, The Martyrs i The Deceivers.
Cecil finalment es va traslladar a Hollywood, i William va seguir. El seu debut com a director va ser The Only Son (1914).

## Vida personal
William C. deMille i Anna Angela George es van divorciar el 1927. Una de les escriptores de Miss Lulu Bett va ser Clara Beranger, amb qui deMille es va casar el 1929.
Més o menys en aquesta època, va conèixer a Lorna Moon, una autora novaiorquesa establerta d'Escòcia, que també va escriure comèdies sofisticades de Hollywood.
El 1998, Richard de Mille, que havia crescut a la casa de Cecil, va revelar a les memòries My Secret Mother, Lorna Moon que William C. deMille era el seu pare i el guionista Moon, la seva mare biològica. Richard havia estat adoptat per Cecil B. i Constance DeMille per evitar un escàndol familiar.
A més de la seva fama cinematogràfica, William deMille va ser un dels primers membres de l'Acadèmia de les Arts i les Ciències Cinematogràfiques. (El seu germà va ser membre fundador.)
Amb Douglas Fairbanks, va ser co-amfitrió dels 1rs Premis de l'Acadèmia el 1929, i només va ser l'amfitrió dels 2ns Premis de l'Acadèmia l'any següent. Va exercir breument com a president de l'Acadèmia. DeMille va ajudar a fundar l' Escola de Cinema de la USC el 1929, i després que la seva carrera teatral a la costa est no pogués reviure a principis de la dècada de 1930, va estar actiu a la facultat fins a la seva mort.
DeMille va morir el 5 de març de 1955 a Playa del Rey, un barri de Los Angeles. Està enterrat al cementiri de Hollywood Forever .

## Filmografia parcial
- The House of Discord (1913) (autor de l'obra)
- The Only Son (1914)
- Rose of the Rancho (1914) (actor)
- Strongheart (1914) (play)
- Young Romance (1915) (autor de l'obra)
- The Goose Girl (1915) (guionista)
- The Woman (1915) (autor de l'obra)
- The Wild Goose Chase (1915) (història/guionista)
- Carmen (1915) (guionista)
- The Ragamuffin (1916)
- The Blacklist (1916)
- The Sowers (1916)
- The Clown (1916)
- Common Ground (1916)
- Anton the Terrible (1916)
- The Heir to the Hoorah (1916)
- Maria Rosa (1916) (guionista)
- Hashimura Togo (1917)
- The Ghost House (1917)
- The Secret Game (1917)
- The Widow's Might (1918)
- One More American (1918)
- The Honor of His House (1918)
- Mirandy Smiles (1918)
- The Mystery Girl (1918)
- For Better, for Worse (1919) (guionista)
- Peg o' My Heart (1919) (completada però mai estrenada per qüestions legals)
- The Tree of Knowledge (1920)
- Jack Straw (1920)
- The Prince Chap (1920)
- Conrad in Quest of His Youth (1920)
- Why Change Your Wife? (1920) (guionista)
- Midsummer Madness (1921)
- What Every Woman Knows (1921)
- The Lost Romance (1921)
- After the Show (1921)
- Miss Lulu Bett (1921)
- Bought and Paid For (1922)
- A Trip to Paramountown (1922 curtmetratge)
- Nice People (1922)
- Clarence (1922)
- The World's Applause (1923)
- Grumpy (1923)
- Only 38 (1923)
- The Marriage Maker (1923)
- Don't Call It Love (1923)
- Icebound (1924)
- The Bedroom Window (1924)
- The Fast Set (1924)
- Classmates (1924) (autor de l'obra de 1907)
- Locked Doors (1925)
- Men and Women (1925)
- Lost: A Wife (1925)
- New Brooms (1925)
- The Splendid Crime (1926)
- The Runaway (1926)
- For Alimony Only (1926)
- The Little Adventuress (1927)
- Tenth Avenue (1928)
- Craig's Wife (1928)
- The Doctor's Secret (1929)
- The Idle Rich (1929)
- Passion Flower (1930) (director i productor)
- Two Kinds of Women (1932)
- His Double Life (1933) (director associat)
- Captain Fury (1939) (guionista)

## Llibres
- deMille, William C. Hollywood Saga. First.  New York, NY: E. P. Dutton, 1939. OCLC 1353346.